# Ernst Steinhoff
Ernst August Wilhelm Steinhoff (Treysa, 11 febbraio 1908 – Alamogordo, 2 dicembre 1987) è stato un ingegnere, aviatore e ufficiale tedesco.

## Biografia
Nel '37 entrò a far parte del Partito Nazionalsocialista, tramite il quale due anni più tardi fu iniziato al "von Braun roket group, la squadra di esperti di missilistica sperimentale del centro di ricerca di Peenemünde, gestito dall'agenzia per gli armamenti dell'esercito tedesco (Heereswaffenamt).

L'anno successivo si laureò all'Università tecnica di Darmstadt con una tesi sugli strumenti aeronautici.
Il fratello minore Friedrich, sebbene nel '42 fosse imbarcato in un sottomarino U-511, riuscì comunque ad essere di supporto all'ex pilota di aliante e ufficiale dell'esercito Ernst, durante le sue esperienze sui razzi dei Reich. L'Operazione Paperclip gli permise di espatriare negli Stati Uniti il 16 novembre 1945, mentre Friedrich fu catturato a bordo del sottomarino U-873 e morì suicida in una prigione di Boston prima del suo arrivo a Fort Bliss.

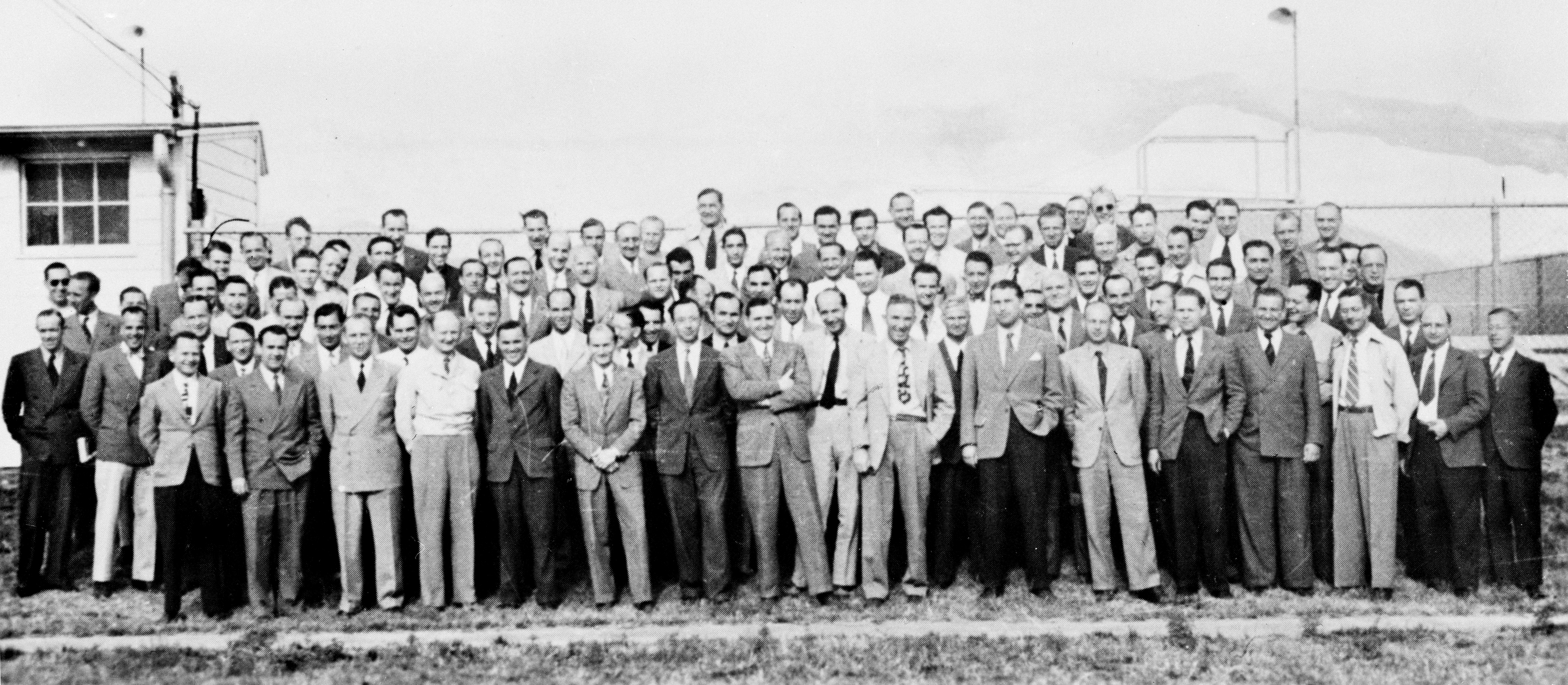
La squadra del Progetto Paperclip a Fort Bliss, nel Texas (agosto 1946). Ernst Steinhoff è visibile nella prima fila, ottavo a partire da destra, con la cravatta a pois.

Successivamente, si trasferì alla base aeronautica di Holloman e, per il resto della sua carriera, eseguì esperimenti su guida, controllo e strumentazione a distanza dei velivoli che attraversavano lo spazio aereo di White Sands, un'area di 3.200 chilometri quadri che il 9 luglio 1945 era divenuta la più vasta zona militare degli Stati Uniti.
Per i suoi meriti nel dopoguerra, nel '58 gli fu riconosciuta la Decorazione per l'Eccezionale Servizio Civile (Decoration for Exceptional Civilian Service) prestato per la crescita del programma missilistico statunitense. Nel '79, il nome di Steinhoff fu inserito nell'International Space Hall of Fame del Nuovo Messico.
Primo presidente del gruppo di lavoro sulle risorse extraterrestri (Working Group on Extraterrestrial Resources, WGER), Steinhoff fu riconosciuto come uno dei primi divulgatori dell'idea di sfruttamento delle risorse naturali ed energetiche presenti in situ, per rendere fattibile l'esplorazione di Marte.
A partire dal 1981, la signora Dixie Cantwell di Alamogordo, nel Nuovo Messico, stava lavorando alla ricerche del materiale e alla stesura della biografia del "noto scienziato di Alamogordo, il dottor Ernest A Steinhoff", il cui stato di avanzamento non è noto, così come l'eventuale abbandono o l'archiviazione dell'opera, rimasta inedita.